# Dragutin Esser

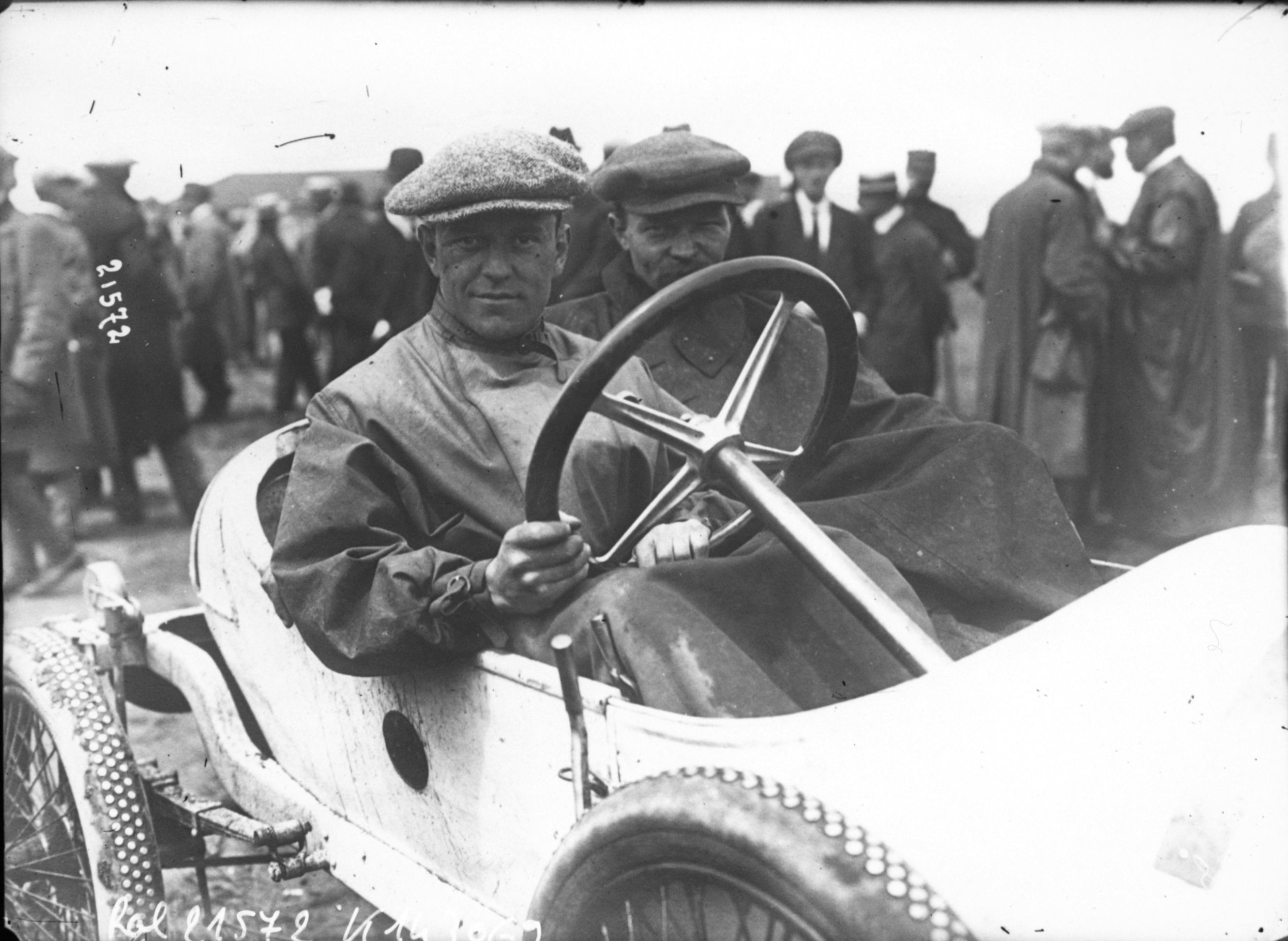
Esser au GP de France 1912.

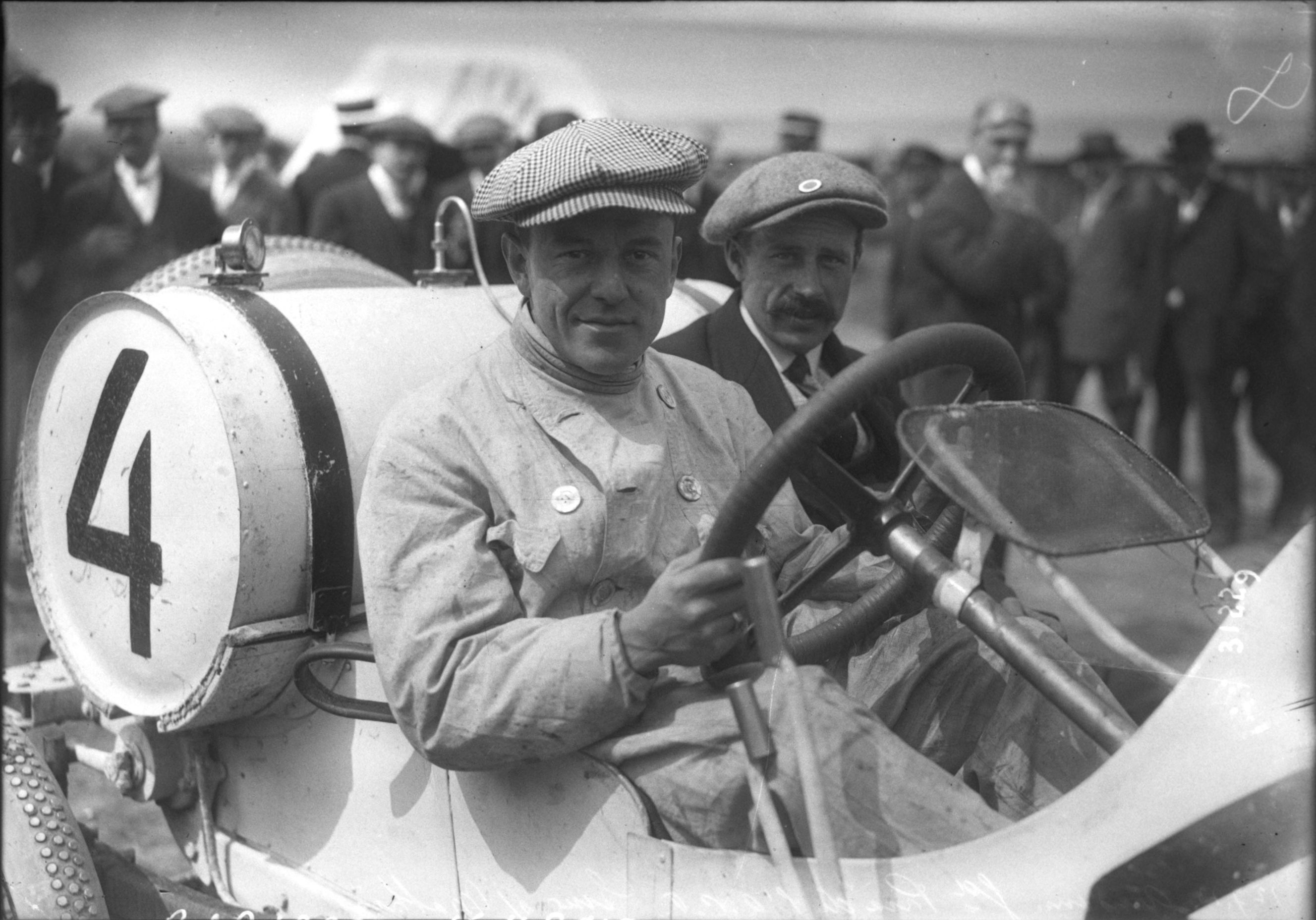
Esser au GP de France 1913.

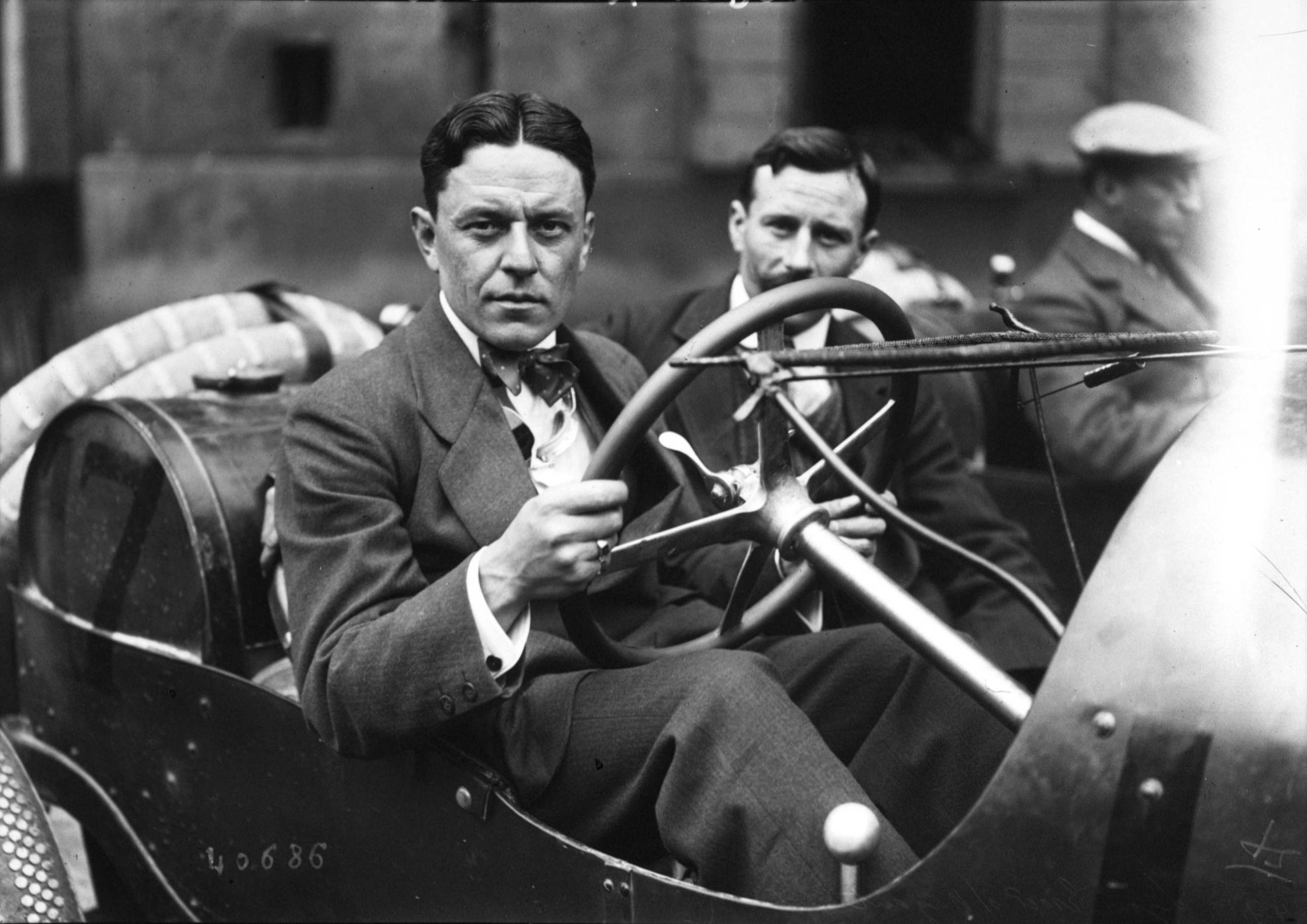
Esser au GP de France 1914.

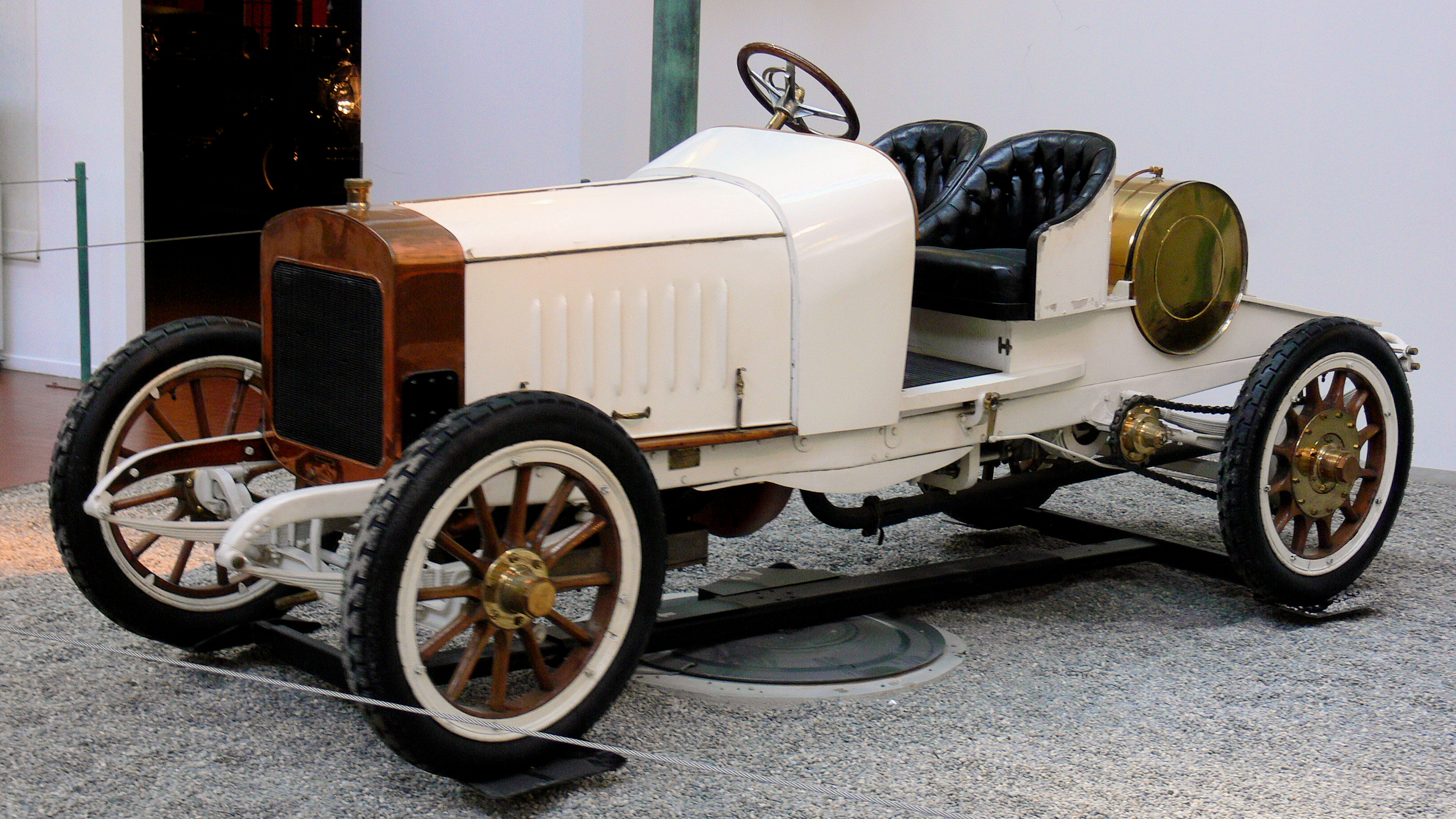
Une Hermes Spl. de 1904.

Dragutin Esser est un ingénieur automobile français d'origine alsacienne, à l'occasion pilote automobile.

## Biographie
En 1902, l'alsacien Eugène-Dominique de Dietrich embauche le jeune Ettore Bugatti pour la conception de ses automobiles et le strasbourgeois Émile Mathis pour leur commercialisation. En 1905 il se retire du monde automobile, sa société subsistant alors sous le nom de Lorraine-Dietrich, mais Bugatti et Mathis sont déjà partis en 1904, en entraînant dans leur sillage le mécanicien Ernest Friderich, pour coopérer un temps au sein de la société strasbourgeoise « Mathis & Co ». Bugatti travaille jusqu'en 1906 pour Mathis comme chef ingénieur à Illkirch-Graffenstaden. L'ancien ingénieur designer de De Dietrich, Dragutin Esser, le remplace en 1907 pour le projet de production de l'Hermes Simplex à Graffenstaden, une voiture légère et économique destinée à un large public selon le souhait de Mathis. Esser s'implique aussi dans la création de voitures de 2025 et 2 253 cm3 construites sous licence par l'allemand Stoewer.
En 1907, une Mathis aux mains d'Emil Mathis participe au Kaiserpreis en catégorie "course".
En 1911, une Mathis toujours pilotée par Emil participe pour représenter l'Allemagne à la Coupe de L'Auto pour voiturettes de Boulogne-sur-Mer, le 25 juin (qu'il termine à la treizième place).
Esser participe ensuite à trois reprises consécutives au Grand Prix de France avant le premier conflit mondial, en 1912 (12e, sur Mathis chaussée de pneumatiques Continental), 1913 (Mathis, rupture de vanne d'admission) et 1914 (6e et premier pilote privé, sur Nagant cette fois).
En 1912, moins d'un mois après son premier GP de l'A.C.F., Esser dispute aussi avec l'équipe belge "Hermès" le Grand Prix de l'Automobile Club Belge (ou GP du RACB), sur un modèle Sport 12 HP de 4 cylindres dérivé de l'Hermès de Mathis, et désormais produit par l'usine "s.a. Appareils Mécaniques et Engrenages " de Dambiermont à Bressoux. Les trois voitures de ce type engagées alors décrochent la Coupe de la chambre syndicale de Belgique, ou Coupe du Roi (avec Simon et Sauvenières pour les deux autres volants, ce dernier pilote terminant meilleur conducteur pour la Coupe Paul d'Aoust, alors que René Croquet gagne le Grand Prix). Au mois de septembre, Esser est encore au Meeting de Spa pour Dambiermont en catégorie "voitures de course" sur la Mathis-Hermès: il termine deuxième, et il obtient aussi le deuxième temps de la catégorie 1 des moins de 2L. lors de l'ascension de la rampe de Spa-Malchamps proposée aux participants.
Le lendemain de son deuxième GP de France, il court aussi le premier Grand Prix de l'A.C.F. des Cyclecars, encore sur Mathys.